# 丸井博
丸井 博（まるい　ひろし、1959年〈昭和36年〉1月 – ）は、日本の防衛官僚。

## 人物
広島県出身。千葉県立船橋高等学校を経て、東京大学経済学部。

## 略歴
出典:
- 1983年：防衛庁入庁　経理局会計課
- 1997年：長官官房秘書課（アトランティック・カウンシル客員研究員）
- 1998年：長官官房企画官
- 2002年：防衛施設庁施設部施設調整官
- 2003年：運用局訓練課長
- 2004年：長官官房政策局評価監査官付
- 2005年：情報本部情報官
- 2008年：大臣官房米軍再編調整官
- 2009年：装備施設本部副本部長（航空機担当）
- 2010年：技術研究本部副本部長
- 2011年：内閣衛星情報センター管理部長
- 2013年：南関東防衛局長
- 2015年：防衛監察本部副監察監
- 2018年：退官